# Tình dục học
Tình dục học là một môn học về tình dục đề cập đến toàn bộ những vấn đề liên quan đến tình dục của con người.
Tình dục học (human sexuality studies) là một môn khoa học xã hội bao gồm nhiều bộ môn khoa học khác nhau: xã hội học, văn hóa học, nhân học, lịch sử, phụ nữ học, giới học, triết học, sinh học, v.v. Khoa học tình dục được ra đời từ khoảng giữa thế kỷ 20 nhằm nghiên cứu hành vi tình dục của loài người nhằm giải thích cho nhiều hiện tượng, hành vi tình dục khác nhau chẳng hạn như nhận dạng, định hướng,sở thích tình dục dưới khía cạnh của những phân tích văn hóa, các định kiến xã hội, quyền lực, bất bình đẳng giới, phân biệt chủng tộc... nhằm hướng tới sự công bằng xã hội. Chẳng hạn, khi tìm hiểu về hành vi tình dục đồng giới nam trên nhóm người Sambia thuộc Papua New Guinea, nhà nhân chủng học Hoa Kỳ, Gilbert Herdt, đã phát hiện ra rằng hành vi tình dục đồng giới nam diễn ra với hầu hết tất cả những người nam mới trưởng thành ở dân tộc này và là hành vi hoàn toàn bình thường. Điều này đi ngược lại với các giả định của các học giả Phương Tây khác cho rằng hành vi tình dục đồng giới chỉ là thiểu số và thường bị gán với các định kiến xã hội như các tệ nạn phi loài người...
Cần thiết phải phân biệt rõ khoa học tình dục và khoa học Tính dục (Sexology). Khoa học tính dục nghiên cứu chuyên biệt khía cạnh sinh học của các hoạt động tình dục. Các nhà Tính dục học (Sexologist) thực hiện các thí nghiệm sinh học liên quan tới bộ phận sinh dục.

## Phân loại
Tình dục học được chia ra làm các mảng lớn là
- Tình dục qua các tác phẩm nổi bật
- Tình dục với các kỹ thuật cổ
- Tình dục với các kỹ thuật hiện đại
- Tình dục và mối liên hệ với các ngành khoa học
- Tình dục và mối liên hệ với cuộc sống

## Tình dục qua các tác phẩm nổi bật

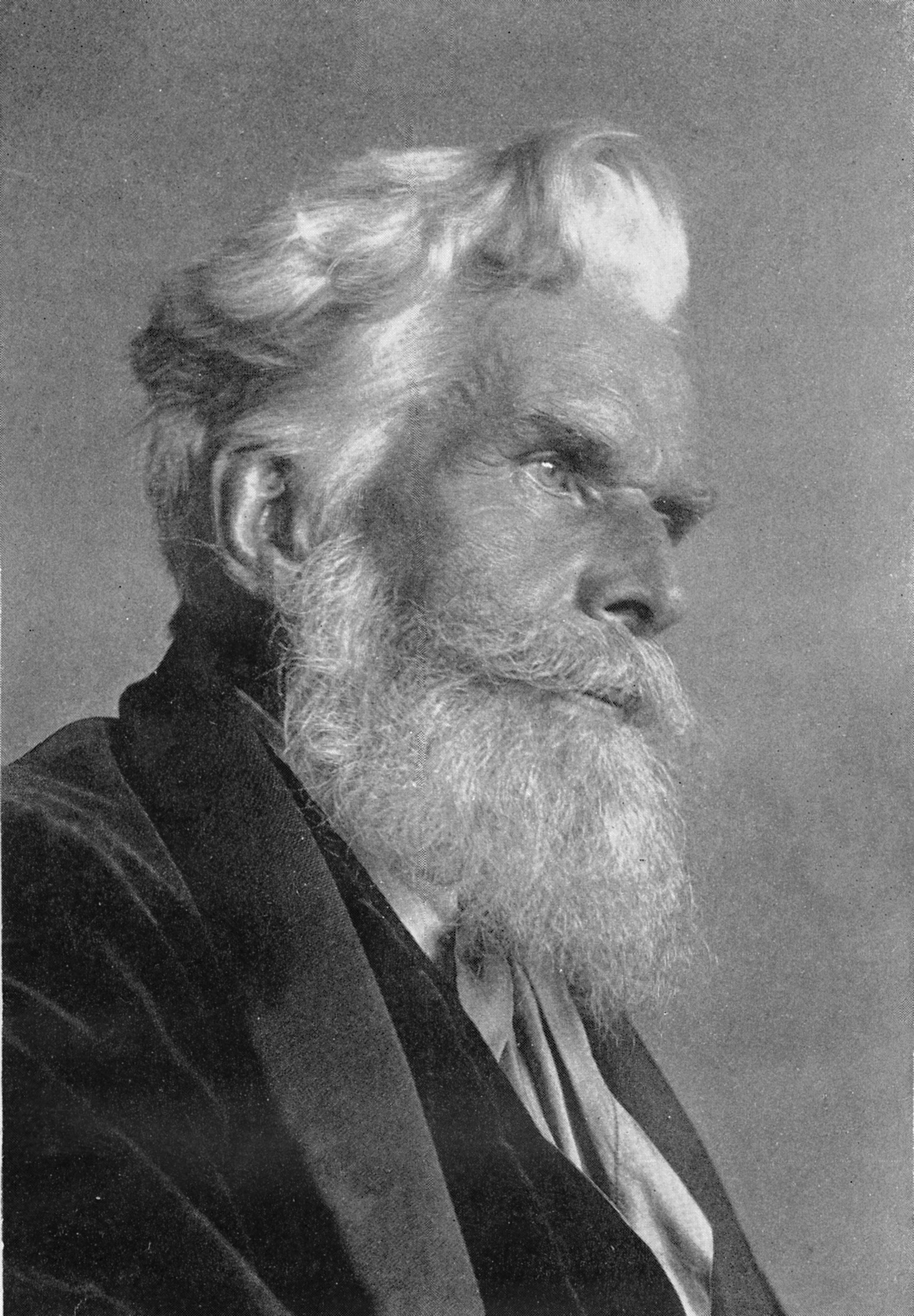
Havelock Ellis, hình tượng tiên phong trong phong trào giải phóng tình dục cuối thế kỷ 19

Ở phương Đông có một số tác phẩm nổi bật như:

### Kamasutra
Xem chi tiết: Kamasutra
Kamasutra của Vatsyayana Mallanaga, một nhà hiền triết nghiên cứu về tôn giáo sống ở Pataliputra, phía bắc Ấn Độ, trong khoảng năm 200 đến 300.
Đây là một tác phẩm tiêu biểu của Hindu giáo, tôn giáo chính của Ấn Độ. Theo đạo này thì vật chất và linh hồn đều có tầm quan trọng ngang nhau.
Tác phẩm đề cập đến rất nhiều các kỹ thuật kích dục như vuốt ve, ôm ấp, giao hợp,... kèm các hình ảnh minh họa.
Các tư thế giao hợp được chia làm 8 tư thế chính, mỗi tư thế chính lại phân chia ra thành 8 tư thế nhỏ. Tất cả bao gồm 8×8 = 64 thế (hợp với 64 quẻ gốc của kinh Dịch). Tác phẩm này cũng được coi như một "tình dục kinh" vì lý do này.
Tác phẩm đề cập đến quyền lợi và nghĩa vụ của những người trong quan hệ, như quan hệ giữa vợ và chồng, quan hệ giữa khách làng chơi và gái mại dâm...
Theo tác phẩm, môi trường tính dục là một căn phòng được bố trí sao cho người ở cảm thấy dễ chịu và hấp dẫn, dễ dàng quên đi những gì không liên quan đến tính dục. Thời điểm tính giao cũng là một trong những yếu tố cần thiết được đề cập đến trong tác phẩm kama sutra.

### Tố nữ kinh
Xem chi tiết: Tố nữ kinh
Tố nữ kinh là một tác phẩm cổ điển của Trung Quốc, tương truyền là do nàng Tố Nữ viết. Nàng là một con người rành rẽ nghệ thuật yêu đương và là cố vấn cho hoàng đế về chuyện phòng the.
Theo sách này:
- Yếu tố âm dương: Con người cũng như trời đất đều có quy luật của nó, việc phòng sự cũng không nằm ngoài quy luật. Tự nhiên có âm có dương, con người có nam có nữ, hai bên phải điều hòa nhau kết hợp thì mới tồn tại và phát triển. Chính vì vậy việc phòng sự phải điều hòa, có quy luật, thuật theo nguyên tắc âm dương - ngũ hành tương sinh tương khắc.
- Yếu tố sức khỏe: Nếu thuận theo quy luật, bồi bổ đúng cách con người sẽ có một sức khỏe tốt. Quan hệ đúng cách thì nam được bổ dương, nữ bổ âm làm sức khỏe tốt hơn, còn ngược lại sẽ không có lợi cho sức khỏe.
- Các phương pháp kích dục: Bao gồm các phương pháp kích dục riêng với nam và nữ, các kỹ thuật vuốt ve, hay châm cứu cũng được đề cập đến. Các tư thế sinh hoạt thì chia ra làm hai loại chính: nhằm chữa bệnh và nhằm đạt khoái cảm.
- Cách hít thở, bồi bổ: Bao gồm các cách hít thở sâu, nín thở, ăn uống các đồ bổ dưỡng, hay các bài thuốc nhằm nâng cao khả năng tính dục.

### Nhục bồ đoàn
Xem chi tiết: Nhục bồ đoàn
Cuộc đời con người là một vòng xoáy, nếu cứ tuân theo những ham muốn dục vọng và không biết dừng lại có lúc sẽ thấy rằng không có gì là bất tận.
Theo sách này:
- Đừng bao giờ lãng quên những điều tầm thường nhất
- Có thể những điều mới lạ hấp dẫn đang chờ đón lại là những gì quen thuộc nhất và đem lại nhiều đau khổ nhất

### Tình dục qua các kỹ thuật cổ
Không phải bao giờ những điều cổ cũng là quá khứ, có những điều dù trong quá khứ hay hiện thực vẫn như nhau.

Con người dù xưa hay nay đều chịu ảnh hưởng của quy luật tự nhiên, đều có cấu tạo về căn bản không thay đổi mấy, từ ý này nhiều phương pháp kỹ thuật phục vụ lợi ích con người đã ra đời.
- Dựa trên sự lưu chuyển và tụ của khí huyết và các huyệt đạo:

Cảm giác của con người nhạy cảm nhất là các huyệt đạo (đó chính là điểm hội tụ của các mạch), vì vậy kích thích chúng là phương pháp nhanh nhất để đạt đến cảm giác cần có. Châm cứu, xoa bóp bấm huyệt đem lại những khoái lạc rất nhanh, từ thời cổ đã có nhiều phương pháp được ghi lại về vấn đề này.

Các mạch, lạc là những đường lưu thông khí huyết, nếu chặn chúng lại thì cảm giác sẽ mất đi, dùng kim châm, dùng tay đánh đúng chỗ thì ngăn được sự xuất tinh, chống đạt đỉnh cao khoái lạc không đúng lúc.
- Dựa trên các cây cỏ xung quanh:

Con người và thiên nhiên cùng sinh ra từ một nguồn, thiên nhiên vận hành theo "Tiên thiên bát quái", con người tuân theo "Hậu thiên bát quái".

Nếu kết hợp hai thứ lại làm một, thì sẽ tạo ra quy luật trường tồn. Từ khái niệm này con người đã cố tìm loài thuốc trường sinh bất lão, nhưng nhanh nhất mà con người tìm được có lẽ là thuốc kích dục và nâng cao bản năng tính dục. 
- Dựa trên sinh hoạt hàng ngày:

Vật dụng hàng ngày qua sự ham muốn của con người thật ra có thể là bất kể thứ gì...

## Tình dục qua các kỹ thuật hiện đại
Nhật Bản hiện tại (những năm 1994 đến 2006) nổi lên như một quốc gia có ngành công nghiệp tình dục phát triển mạnh. Tận dụng các thế mạnh về công nghệ, Nhật Bản đã phát triển rất mạnh các công nghệ tình dục. Các kỹ thuật kích thích bằng bạo dâm cũng được đề xướng khá nhiều. Một điều đáng nói là các hoạt động tình dục thật và ảo đều được xoay quanh với các nhân vật chủ yếu là giới học sinh, sinh viên Nhật Bản.
- Hoạt hình tình dục
- Nhu liệu cho tình dục

## Tình dục và mối liên hệ với cuộc sống
Với phương tây tình dục được chia ra rất nhiều khía cạnh, chúng liên quan mật thiết đến mỗi cá nhân, đến mỗi cộng đồng xung quanh.
- Tình dục với công việc: Nếu một cá nhân không được hạnh phúc trong quan hệ tình dục thì sao? Dĩ nhiên với một tâm lý không thỏa mãn, không sảng khoái thì khó có nhiều cảm hứng để sáng tạo trong công việc.
- Tình dục với hôn nhân: Nếu hai người quan hệ với nhau mà không thấy sự khoái cảm với nhau thì thật khó mà bảo họ lấy nhau được.
- Tình dục với sức khỏe: Con người tiêu tốn rất nhiều calorie trong các nụ hôn, một nụ hôn nhẹ sẽ chỉ tiêu tốn 2-3 calorie nhưng một nụ hôn nồng nàn tiêu tốn từ 5-26 calorie[1], vậy còn khi quan hệ? Đó là một lần tập thể dục nặng nề, nếu nó không đem lại sự thư thái mà là sự kinh khiếp thì đó ngang với tra tấn vậy.
- Tình dục và bệnh tật: Tình dục là một nhu cầu, và đi kèm theo nó là rất nhiều loại bệnh. Có những nguyên nhân do chủ quan, có những nguyên nhân khách quan,...
- Tình dục các mối quan hệ: Tình dục là một phần không thể thiếu trong mối quan hệ vợ chồng, tuy nhiên có một số cặp vợ chồng không đề nặng chuyện tình dục họ chú tâm vào việc nuôi dạy con cái nhiều hơn.
- Tình dục và xã hội: Nhu cầu tình dục là một nhu cầu tất yếu của con người, vì vậy chúng cũng gây ra khá nhiều điều ảnh hưởng đến xã hội.
- Tình dục và ảnh hưởng chính trị: Mặc dù là một nhu cầu tất yếu của con người nhưng chúng lại mang theo những đặc tính kết cấu biệt lập của cái gọi là "tính người", nên chúng ảnh hưởng không nhỏ đến chính trị.
- Tình dục và kinh tế: Nhu cầu tình dục trong mỗi quốc gia, mỗi dân tộc luôn không nhỏ, những lợi ích kinh tế thu về từ chúng cũng chiếm một phần không nhỏ